# Ranidel de Ocampo
Ranidel de Ocampo, né le 8 décembre 1981, à Tanza, aux Philippines, est un joueur philippin de basket-ball. Il évolue aux postes d'ailier et d'ailier fort.

## Palmarès
- Finaliste du championnat d'Asie 2013
- 3e de la Coupe FIBA Asie 2014
- Vainqueur des Jeux d'Asie du Sud-Est 2003
- Vainqueur de la Coupe William Jones 2012
- Champion PBA 2009 à 2013
- All-Star 2007 à 2011 et 2013 de la Philippine Basketball Association